# Campeón interino
El título de campeón interino es un campeonato temporal que se concede en los cuatro principales organismos sancionadores de boxeo profesional (WBA, WBC, WBO e IFB). En algunos casos también se otorga en otros deportes de combate, como en kickboxing, lucha libre profesional y artes marciales mixtas (MMA).
En algunas ocasiones, el campeón mundial de una determinada división es incapaz de combatir para defender su título, sea por razones médicas, legal u otro motivo que ocasione que el campeón no pueda hacer dicha defensa. Cuando esto ocurre, la organización puede realizar un combate entre dos contendientes bien clasificados de la división. El ganador de dicha pelea obtiene el título de campeón interino, dando como resultado que existan dos campeones de una misma división. Una vez que el campeón mundial vuelve a estar en condiciones de pelear, debe enfrentarse al campeón interino para unificar los títulos; el ganador de esta pelea se convierte en el único campeón mundial. En el caso de que el campeón mundial, definitivamente ya no pueda pelear o se cambie de división, el campeón interino pasa a ser campeón mundial.
Sin embargo, en ocasiones algunos organismos sancionadores otorgan de forma indiscriminada el título interino. Un ejemplo sería en la división de peso mosca durante el 2005–2006 por el WBC: el campeón Pongsaklek Wonjongkam había logrado defender su título durante 11 veces consecutivas; el contendiente número 1, Jorge Arce, ganó el título interino, en vez de enfrentarse obligatoriamente a Wonjongkam, quien continuó defendiendo su título contra otros contendientes. Arce defendió su título interino durante cuatro veces, hasta que lo dejó vacante cuando subió a la división peso supermosca. Wonjongkam finalmente estableció el récord por haber hecho la mayor cantidad de defensas consecutivas, sin tener que haberse enfrentado al que fue campeón interino, Jorge Arce.
En el caso de la lucha libre profesional, debido al entretenimiento y su naturaleza guionizada, rara vez se usa un campeonato interino, ya que la mayoría de las razones, aunque similares a las de los deportes de combate que a veces están fuera del control del luchador, generalmente conducen a que el campeón sea despojado del título y se determine un nuevo monarca.